# Божа-Воля (Леґьоновський повіт)
Божа-Воля (пол. Boża Wola) — село в Польщі, у гміні Яблонна Леґьоновського повіту Мазовецького воєводства.
Населення — 362 особи (2011).
У 1975-1998 роках село належало до Варшавського воєводства.

## Демографія
Демографічна структура станом на 31 березня 2011 року:
|          | Загалом | Допрацездатний вік | Працездатний вік | Постпрацездатний вік |
| -------- | ------- | ------------------ | ---------------- | -------------------- |
| Чоловіки | 182     | 37                 | 129              | 16                   |
| Жінки    | 180     | 24                 | 130              | 26                   |
| Разом    | 362     | 61                 | 259              | 42                   |